# Roxana Zal
Pour les articles homonymes, voir ZAL.
Roxana Zal est une actrice et scénariste américaine.

## Biographie
Elle est née et a grandi à Malibu en Californie. Elle est la fille de Maureen et Hossein Zal, un investisseur iranien de Los Angeles. Elle a joué au tennis au lycée. Son premier rôle d'actrice débute à l'âge de 12 ans.

## Filmographie
| Année | Titre                                               | Rôle              | Notes                                         |
| ----- | --------------------------------------------------- | ----------------- | --------------------------------------------- |
| 1981  | Pour l'amour du risque                              | Riley             | Épisode The Hartbreak Kid                     |
| 1982  | Le Monde merveilleux de Disney                      | Marilee           | Épisode The Adventures of Pollyanna           |
| 1983  | Ces enfants sont à moi !                            | Tilde             |                                               |
| 1983  | Le Dernier Testament                                | Mary Liz Wetherly |                                               |
| 1984  | Something About Amelia                              | Amelia Bennet     |                                               |
| 1986  | Shattered Spirits                                   | Lesley Mollencamp | Téléfilm                                      |
| 1986  | CBS Schoolbreak Special                             | Allie Newton      | Épisode God, the Universe & Hot Fudge Sundaes |
| 1986  | Le Fleuve de la mort                                | Maggie            |                                               |
| 1989  | Under the Boardwalk                                 | Gitch             |                                               |
| 1989  | 58 heures d'angoisse                                | Cissy McClure     | Téléfilm                                      |
| 1992  | CBS Schoolbreak Special                             | Michael's sister  | Épisode Please, God, I'm Only Seventeen       |
| 1992  | Something to Live for: The Alison Gertz Story (en)  | Tracy             | Téléfilm                                      |
| 1993  | Deadly Relations (en)                               | Marty             | Téléfilm                                      |
| 1993  | The Hidden Room                                     | Marion            | Épisode Marion & Jean                         |
| 1995  | Loïs et Clark : Les Nouvelles Aventures de Superman | Lucy Lane         | Épisode Metallo                               |
| 1995  | Red Line                                            | Gem               |                                               |
| 1996  | Kiss & Tell                                         | Sissy             |                                               |
| 1996  | The First Man                                       | Unknown           |                                               |
| 1996  | Daddy's Girl                                        | Karen Conners     |                                               |
| 1997  | Tempête de feuFirestorm                             | Lara              |                                               |
| 1998  | The Waterfront                                      | Cristina          |                                               |
| 1998  | Fame L.A.                                           | Tina              | Épisode Haunting Refrains                     |
| 1998  | Le Caméléon                                         | Carla Parks       | Épisode Silence                               |
| 1998  | Broken Vessels                                      | Elizabeth         |                                               |
| 1998  | Mixed Blessings                                     | Laura             |                                               |
| 1999  | Primal Force                                        | Tara Matthews     | Téléfilm                                      |
| 2000  | Her Married Lover (Un meurtre parfait)              | Katie Griffin     |                                               |
| 2000  | Séisme imminent                                     | Victoria Heflin   |                                               |
| 2003  | Preuve à l'appui                                    | Mrs. Strahan      | Épisode John Doe                              |
| 2004  | NCIS : Enquêtes spéciales                           | Marie Foley       | Épisode UnSEALED                              |
| 2004  | Three Way                                           | Janice Brookbank  |                                               |
| 2006  | Watch Over Me                                       | Natalie           | 5 épisodes                                    |

## Voix françaises
- Dorothée Jemma dans Le Dernier Testament (1983)